# Национальные интересы
Национа́льные интере́сы — объективно значимые цели и задачи национального государства как целого.
Национальные интересы являют собой разновидность политических интересов.

## История
Учение об интересах отдельных государств было обосновано Макиавелли, обстоятельно развито в XVI—XVII веках Джованни Ботеро и Жаном Боденом и к XVIII веку хорошо знакомо каждому действующему политику. Квинтэссенцией этого учения была найденная герцогом де Роганом формула «Князья командуют народами, но князьями командуют интересы». На протяжении столетий это чисто практическое учение вело духовно изолированное существование, не будучи связанным с господствующим в философии и историографии естественно-правовым учением. Пуфендорф в конце XVII века смог с помощью жесткого и одностороннего величия превратить учение о государственных интересах в принцип понимания политических действий в своих великих трудах по истории современности, материал для которых черпался из актов действующих лиц. Лучшим в несколько поверхностных «Письмах об изучении и пользе истории» (1735) Генри Болингброка были обзоры новой политической истории, выдержанные в духе учения об интересах. Последней большой обобщающей работой, посвященной учению об интересах, стал справочник Руссе «Насущные интересы и притязания властителей Европы» (Les intérêts présents et les prétentions des puissances de l’Europe, первое издание — 1733 год, 3-е — 1741 год). В середине XVIII века оно было механически встроено в философию Просвещения: «Государственный интерес — вот суверенная мудрость королей» (Вольтер).
Категорию национального интереса в её историческом аспекте глубоко и основательно исследовал Фридрих Мейнеке.

## Национальные интересы и жизненно важные интересы
Академик РАН А. А. Кокошин пишет о том, что «национальные интересы — это осознанные значительной частью общества, и прежде всего подавляющей частью его „политического класса“, потребности государства-нации в самосохранении как культурной исторической общности, в обеспечении стабильности своих общественных и государственных институтов и одновременно в их развитии».
Кокошин указывает на то, что «предтечей концепта национальные интересы можно считать концепт государственного интереса (raison d’etat), получившего наиболее ярко выраженный характер во Франции во времена правления таких первых (премьер-)министров, как кардинал Ришельё (1585—1642) и кардинал Мазарини (1602—1661). Этот концепт применялся во Франции как применительно к внутриполитическим, так и применительно к внешнеполитическим делам».
Кокошин также отмечает: «Обоснованно выделение такого понятия, как жизненно важные интересы государства-нации. Жизненно важные интересы — в первую очередь предотвращение агрессии, которая может иметь катастрофические последствия для населения страны, для ее экологии. К тому тесно примыкает и проблема предотвращения террористических актов с применением оружия массового поражения. С задачей предотвращения агрессии тесно связан вопрос осуществления надежного и убедительного стратегического ядерного и неядерного сдерживания, с обеспечением стратегической стабильности. В числе жизненно важных интересов обеспечение территориальной целостности государства-нации (включая воздушные и морские пространства, шельфы), безопасности жизни и имущества граждан. К жизненно важным интересам нашей страны необходимо отнести и поддержание межконфессионального и межэтнического мира на всей территории Российской Федерации».